# سيريس-1
سيريس-1 هو صاروخ مكون من أربع مراحل تصنعه وتشغله شركة جالاكتيك إنرجي، وتستخدم المراحل الثلاث الأولى محركات صاروخية تعمل بالوقود الصلب، وتستخدم المرحلة الأخيرة نظام دفع الهيدرازين. طوله 20 م (62 يبلغ ارتفاعه (قدمًا) و1.4 مترًا (4 قدم 7 بوصة) في القطر. يمكنه توصيل 400 كجم (880 رطل) إلى مدار أرضي منخفض أو 300 كجم (660 رطل) إلى 500 كم مدار متزامن مع الشمس.
أطلق أول لـ Ceres-1 في 7 نوفمبر 2020، لوضع القمر الصناعي Tianqi 11 (المعروف أيضًا باسم Tiange، والمعروف أيضًا باسم TQ 11، و Scorpio 1 ،COSPAR 2020-080A) في المدار بنجاح. كانت كتلة القمر الصناعي حوالي 50 كجم (110 (lb) وكان الغرض منه تجريبيًّا يقدم اتصالات إنترنت الأشياء.
في 5 سبتمبر 2023، قامت النسخة البحرية من مركبة الإطلاق، والتي تحمل اسم Ceres-1S، بأول رحلة لها بنجاح حيث أرسلت أربعة أقمار صناعية من طراز Tianqi إلى المدار. أُطلق من البارجة المحولة دي فو 15002 (التي كانت تستخدم سابقًا أيضًا لإطلاق مركبة الإطلاق لونج مارش 11) قبالة ساحل هاييانج.